# 舊庫拉特卡區
52°43′N 47°37′E / 52.717°N 47.617°E
舊庫拉特卡區（俄语：Старокулаткинский район），是俄羅斯的一個區，位於該國西南部，由烏里揚諾夫斯克州負責管轄，面積1,180平方公里，2010年人口14,731，人口密度每平方公里12.48人。